# Hanauella armillata
Hanauella armillata là một loài tò vò trong họ Ichneumonidae.